# Catorhintha selector
Catorhintha selector är en insektsart som beskrevs av Carl Stål 1859. Catorhintha selector ingår i släktet Catorhintha och familjen bredkantskinnbaggar.

## Underarter
Arten delas in i följande underarter:
- C. s. selector
- C. s. texana